# Iris Oiseau Lyre
L’iris Oiseau Lyre est une variété d'iris hybride. (Parents : ('Sostenique' × ('Misty Dawn' × ('Touch' × 'Gypsy Prince'))) × 'Fondation Van Gogh').
- Catégorie : Grand Iris de Jardin (TB).
- Création : P. C. Anfosso (1996).
- Description : blanc rosé sur rose corail foncé bordé de clair et à barbe orange ; parfum musqué.
- Floraison : moyen.
- Taille : 90 cm.